# Nemico, amico, amante...
Nemico, amico, amante... (titolo orig. Hateship, Friendship, Courtship, Loveship, Marriage) è una raccolta di racconti di Alice Munro, pubblicati da McClelland and Stewart nel 2001.
Uno dei racconti contenuti nel libro - "The Bear Came Over the Mountain" - viene adattato nel film Away from Her (Lontano da lei), diretto da Sarah Polley. Interpreti sono Julie Christie e Gordon Pinsent. Il film è stato presentato nel 2006 al Toronto International Film Festival.
Hateship, Loveship, un film del 2014, è l'adattamento dell'omonimo racconto della Munro, con gli attori Kristen Wiig, Guy Pearce, Hailee Steinfeld e Nick Nolte.

## Racconti
- Nemico, amico, amante... (Hateship, Friendship, Courtship, Loveship, Marriage)
- Il ponte galleggiante (Floating Bridge)
- Mobili di famiglia (Family Furnishings)
- Conforto (Comfort)
- Ortiche (Nettles)
- Post and Beam
- Quello che si ricorda (What Is Remembered)
- Queenie
- The Bear Came Over the Mountain

## Edizioni italiane
- Alice Munro, Nemico, amico, amante..., traduzione di Susanna Basso, Collana Supercoralli, Torino, Einaudi, 2003. - Collana Einaudi Tascabili, Einaudi, 2005, ISBN 88-06-17468-1; Collana Super ET, Einaudi, 2014.